# Joshua Greene
Pour les articles homonymes, voir Greene.
Joshua D. Greene est professeur de neurosciences à l'université Harvard et directeur du Cognition Lab Moral qu'il a créé. Son travail se situe au carrefour de la psychologie, des neurosciences, et la philosophie morale.

## Éducation et carrière
Greene a obtenu une licence en philosophie à l'université Harvard en 1997. Il a ensuite fait un doctorat de philosophie à l'université de Princeton, sous la supervision de  David Lewis et Gilbert Harman (en). Sa thèse de 2002, intitulée The Terrible, Horrible, No Good, Very Bad Truth About Morality and What to Do About It soutient que le langage utilitariste est le meilleur cadre que le langage de la morale ait pour régler les désaccords. Greene a ensuite travaillé au Neuroscience of Cognitive Control Laboratory à Princeton avant de revenir à Harvard en 2006.

## La théorie d'une cognition morale «duale»
Greene et ses collègues ont avancé la théorie d'une cognition morale « duale » qui suggère que le cerveau a des sous-systèmes moraux qui entrent en concurrence :
1. les jugements émotionnels, intuitifs, déontologiques (par exemple, ne pas pousser l'homme obèse de la passerelle dans le Dilemme du tramway)
2. les jugements rationnels, pragmatiques, utilitaristes (par exemple, pousser l'homme obèse pour sauver le plus de vies au total).

Dans l'une des premières expériences qui a suggéré le modèle d'une cognition morale « duale », Greene et ses coauteurs ont montré que les jugements des personnes sur les dilemmes moraux « personnels », c'est-à-dire lorsqu'elles doivent personnellement pousser l'homme obèse de la passerelle, engagent plusieurs régions du cerveau associées aux émotions qui ne sont pas actives dans les choix non moraux ou dans les choix moraux plus distants. Ils ont également démontré que, pour les dilemmes portant sur des questions morales « personnelles », ceux qui ont fait le choix intuitivement désagréable avaient un temps de réaction plus long que ceux qui ont fait des choix émotionnellement plus agréables.

## Moral Tribes
S'appuyant sur la théorie d'une cognition morale « duale », ainsi que sur la psychologie évolutionniste et d'autres travaux en neurosciences, le livre de Greene Moral Tribes (2013)  (traduit en français en 2017 aux éditions Markus Haller) explore la façon dont nos intuitions éthiques façonnent le monde moderne. Greene y propose que les êtres humains ont une tendance instinctive et automatique (bien que limitée) à coopérer avec les autres membres de leur groupe social (Moi vs Nous) en s'appuyant sur l'image de la tragédie des biens communs. Mais sur des questions concernant l'harmonie entre plusieurs groupes (Nous vs Eux) les intuitions automatiques posent problème ; c'est ce que Greene appelle la "tragédie de la moralité du sens commun". La même loyauté qui permet aux membres d'un groupe de coopérer au sein de leur communauté entraîne une hostilité entre les communautés. Pour résoudre cette tragédie du sens commun, Greene propose une « métamorale » basée sur une "monnaie commune" que tous les humains peuvent accepter et suggère que l'utilitarisme ou, comme il l'appelle, le « pragmatisme profond », est à la hauteur de cette tâche,.